# 莉娜·胡蒂格
莉娜·胡蒂格（瑞典語：Lina Hurtig，1995年9月5日—），瑞典女子足球运动员。她曾代表瑞典参加2020年夏季奥林匹克运动会足球比赛，获得一枚银牌。她也曾获得2019年世界杯女子足球赛季军。